# Distrito de Marcabal
El Distrito de Marcabal es uno de los ocho que conforman la Provincia de Sánchez Carrión, ubicada en el Departamento de La Libertad, bajo la administración del Gobierno regional de La Libertad.  
Desde el punto de vista jerárquico de la Iglesia católica forma parte de la Prelatura de Huamachuco.

## Historia
El distrito fue creado mediante Ley del ?, en el gobierno del Presidente ?.
El franciscano José M. Blanco fue párroco de Marcabal. 

## Geografía
Abarca una superficie de 229,57 km².

## Autoridades
ALCALDE 2019 - 2022 
Sergio Sandoval Gaitan

### Municipales
- 2011 - 2014[2]
  - Alcalde: Walter Braulio Armas Monzón, del Partido Aprista Peruano (PAP).
  - Regidores:  Teresa María Julca Vera (PAP), José Balentín Ruiz Escobedo (PAP), Cirilo Alejandro Polo Romero (PAP), Feliciano Martin Julca Amador (PAP), Humberto Porfirio Amador Polo (Alianza para el Progreso).[3]
- 2015 - 2018
  - Alcalde: Marcos Leoncio Díaz Ramírez, del Partido Alianza para el Progreso (APP).
  - Regidores:Felix Damian Juárez Polo (APP), Juan Caballero Merino (APP), Fermín Leoncio Ruiz Sandoval (APP), Yovani Flores Julca (APP), Antonio Humberto Vera Vargas (SUMATE)

### Policiales
- Comisario:  PNP.

### Religiosas
- Prelatura de Huamachuco[4]
  - Obispo Prelado de Huamachuco: Monseñor Pascual Benjamín Rivera Montoya, TOR.[5]
- Parroquia San José de Marcabalito
  - Párroco: Pbro. Oscar Johnny Gómez Ávila.